# عبدالعزیز بن سعود بن نایف آل سعود
عبدالعزیز بن سعود بن نایف بن عبدالعزیز آل سعود (زاده ۲۹ محرم ۱۴۰۴ هجری قمری، ۴ نوامبر 1983 -) وزیر کشور پادشاهی عربستان سعودی، رئیس کمیته عالی حج است. کار او از دربار شاهنشاهی شروع شد، سپس در دفتر وزیر دفاع قرار گرفت تا اینکه در آغاز شعبان ۱۴۳۷ هجری قمری مشاور وزیر کشور سابق شاهزاده محمد بن نایف آل سعود شد. او پسر ارشد شاهزاده سعود بن نایف است.
او بزرگ‌ترین نوه مذکر شاهزاده نایف بن عبدالعزیز آل سعود، ولیعهد عربستان و وزیر کشور سابق عربستان است.